# 사천 사촌리 도요지
사천 사촌리 도요지(泗川 沙村里 陶窯址)은 경상남도 사천시 사남면 사촌리에 있는 조선시대의 도요지이다. 2001년 5월 3일 경상남도의 기념물 제234호로 지정되었다.

## 개요
조선 후기의 자기를 굽던 가마터로 사촌리 북쪽에 위치하고 있다. 이곳은 예전부터 가마터가 있었다고 전해져 왔던 곳이다.
도자기를 만들기 위해 흙을 채취했던 흔적과 갑발, 가마의 일부, 백자 조각 등이 확인된다. 도자기 조각은 완, 접시, 사발 등 기종이 다양하며 이 조각들로 미루어 볼 때 조선 후기에 도자기를 굽던 가마터로 추정된다. 이 지역의 도자사 연구에 귀중한 자료이다.

## 참고 자료
- 사천 사촌리 도요지 - 국가유산청 국가유산포털